# Boreas (Schiff, 1931)
Die HMS Boreas (H77) war ein Zerstörer der B-Klasse der britischen Royal Navy. Im Zweiten Weltkrieg wurde der Zerstörer mit den Battle Honours „English Channel 1940“, „Atlantic 1941–42“ und „North Africa 1942–43“ ausgezeichnet.

Nach einer längeren Überholung wurde der Zerstörer am 25. März 1944 für die Griechische Marine als Salamis in Dienst gestellt. Im Frühjahr 1951 wurde der Zerstörer an die Royal Navy zurückgegeben und dann ab April 1952 als letzter Zerstörer der B-Klasse verschrottet.

## Geschichte des Schiffes
Die Zerstörer Boreas und Brazen der B-Klasse wurden am 22. März 1929 bei der Werft Palmers Shipbuilding and Iron Company in Jarrow am Tyne bestellt. Die Kiellegung der beiden Zerstörer erfolgte bei Palmers am 22. Juli 1929 unter den Baunummern 996 und 997. Sie waren die ersten Zerstörerneubauten der Werft seit dem Ende des Ersten Weltkriegs. Der Stapellauf der Boreas erfolgte am 18. Juli 1930 und der Zerstörer wurde am 20. Februar 1931
von der Royal Navy übernommen.
Der neue Zerstörer war das vierte Schiff der Royal Navy mit dem Namen des Nordwindes, Boreas, in der griechischen Mythologie. Zuletzt hatte ein Postschiff den Namen bis 1807 geführt.

### Einsatzgeschichte
Die Boreas und die anderen zwischen Februar und Juni 1931 in Dienst gestellten Schiffe der neuen Klasse ersetzten ältere Zerstörer der V- und W-Klasse in der „4th Destroyer Flotilla“ bei der Mediterranean Fleet. Ende 1936 wurde die Flottille mit den Zerstörern der B-Klasse zur Home Fleet verlegt und bei der Mediterranean Fleet durch die „2nd Destroyer Flotilla“ ersetzt, die gerade auf die neuesten Zerstörer der H-Klasse umgerüstet hatte. Wegen der zunehmenden politischen Spannungen wurden einzelne Schiffe der Flottille zeitweise auch nach Gibraltar verlegt und beteiligten sich an den sogenannten Neutralitätspatrouillen vor den spanischen Küsten wegen des Spanischen Bürgerkriegs.
Dabei rettete das Schiff am 6. März 1938 zusammen mit der nach dem Unfall der Keith als Flottillenführer dienenden Kempenfelt etwa 469 Mann des nationalspanischen Schweren Kreuzers Baleares nach dem Untergang in der Schlacht von Cabo de Palos. Die mit der Baleares am Gefecht beteiligten nationalspanischen Kreuzer Canarias und Almirante Cervera hatten den sinkenden Kreuzer zurückgelassen. Zur Unterstützung der Rettungsaktion trafen kurz nach dem Untergang auch noch die britischen Zerstörer Brilliant und Boadicea an der Untergangsstelle ein. Am Morgen des 6. März erschienen die nationalspanischen Kreuzer wieder auf dem Gefechtsfeld und begannen mit der Übernahme der Verwundeten von den britischen Schiffen. In Erwartung eines republikanischen Angriffs wurden jedoch von der Canarias keine Boote zu Wasser gelassen. Tatsächlich griffen dann neun Tupolew SB-2 der republikanischen Luftwaffe an und bombardierten die Schiffe, wobei auf der Boreas ein Mann starb und vier verwundet wurden.
Als Anfang 1939 die „4. Zerstörerflottille“ aufgelöst und durch eine Tribal-Flottille bei der Home Fleet ersetzt wurde, übernahm die Boreas die Aufgabe eines „plane guard vessel“ bei den Flugzeugträgern der Home Fleet, während die meisten Einheiten der Klasse zur Reserveflotte kamen, weil in der Zwischenzeit eine Vielzahl modernerer Zerstörer in Dienst gestellt worden waren. Die Boreas beteiligte sich an der Erprobung und dem Training der Ark Royal, des im Dezember 1938 in Dienst gestellten ersten Flugzeugträgerneubaus der Royal Navy.

### Kriegseinsätze
Beim Kriegsbeginn war der Zerstörer einsatzbereit und bildete mit den Schwesterschiffen die neu gebildete „19. Zerstörerflottille“ in Dover. Die Flottille sollte in der südlichen Nordsee und der Straße von Dover den Handelsverkehr und die Einsätze von Kriegsschiffen sichern. So sicherte die Boreas mehrfach defensive Minenunternehmungen und sicherte zuletzt aus Rosyth Geleitzüge an der britischen Ostküste. Nach dem Beginn der deutschen Offensive im Westen wurde der Zerstörer nach Harwich Auf dem Marsch verlegt, um militärische Aktionen in den Niederlanden zu unterstützen. Am 15. Mai kollidierte die Boreas auf dem Weg nach Hoek van Holland mit einem Sprengkommando an Bord mit ihrem Schwesterschiff Brilliant. Die Reparatur des Zerstörers dauerte bis zum 20. Juni 1940. Der Zerstörer stand daher für die Evakuierung der britischen Truppen aus Dünkirchen (Operation Dynamo) nicht zur Verfügung und wurde nach der Reparatur der neuorganisierten „1st Destroyer Flotilla“ am Kanal zugewiesen.
Am 25. Juli 1940 führte der Zerstörer zusammen mit der Brilliant ein Gefecht mit deutschen Schnellbooten. Beide Zerstörer wurden dann von Sturzkampfflugzeugen vom Typ Junkers Ju 87 des Sturzkampfgeschwaders 1 angegriffen. Die Boreas schlug durch Nahtreffer leck, war nur eingeschränkt manövrierbar und konnte nur noch 17 kn laufen. Die Boreas erhielt dann noch zwei direkte Bombentreffer, die 22 Mann töteten und den Zerstörer manövrierunfähig machten. Er wurde nach Dover eingeschleppt und kam dann zur Reparatur nach Millwall, wo er bei einem Luftangriff im Januar 1941 nochmals leicht beschädigt wurde.

### Im Atlantik 1941
Ende Januar war die Boreas wieder einsatzbereit. Sie verfügte jetzt über ein Radargerät, eine 76-mm-L/45-(12 pdr)-Flak an Stelle des hinteren Torpedorohrsatzes und zwei 20-mm-Oerlikon-Maschinenkanonen. Dazu war der Wasserbombenvorrat auf 60 erhöht worden. Gemeinsam mit der Brilliant sollte sie jetzt aus Freetown in Sierra Leone im Mittleren Atlantik eingesetzt werden. Sie sollten dort bei der „18th Destroyer Flotilla“ die Zerstörer Foxhound und Duncan, die aber erst im Juli Freetown verließ, ersetzen. Am 28. April traf die Boreas in Freetown ein und kehrte ab Mitte August als Sicherung des Geleitzuges HG 70 zu einer Überholung wieder nach Großbritannien zurück. Die Überholung des Zerstörers erfolgte in South Shields vom 19. September bis zum 4. Januar 1942. Dann wurde der Zerstörer wieder zur „18th Destroyer Flotilla“ in Freetown verlegt, wo er am 25. Januar eintraf.

### Einsätze 1942/1943
In den folgenden Monaten wurde Boreas zur Sicherung von Geleitzügen im Mittel- und Südatlantik eingesetzt. Ab Oktober 1942 wurde der Zerstörer zum Teil als Sicherung von Geleitzügen um das Kap der Guten Hoffnung nach Alexandria verlegt, wo er am 11. November 1942 eintraf. Er nahm sofort an der Operation Stoneage teil, mit der am 20. November erfolgreich Versorgungsschiffe nach Malta gebracht werden konnten. Im Januar 1943 wurde der Zerstörer durch das Mittelmeer zur „13th Destroyer Flotilla“ in Gibraltar verlegt. Im Februar kehrte die Boreas nach Freetown zurück und übernahm dort ihre alten Aufgaben. Dort waren zeitweise alle noch vorhandenen Zerstörer der B-Klasse im Einsatz. Im Juni 1943 wurde der Zerstörer wieder nach Gibraltar verlegt, um die dortige U-Abwehr im Hinblick auf die Operation Husky zu verstärken. Anschließend wurde die Boreas bei Cammell Laird von September 1943 bis zum Februar 1944 zu einem Geleitzerstörer umgebaut. Die umfassende Überholung erfolgte auch im Hinblick auf eine geplante Weitergabe des Schiffes an die Griechische Marine. Das Schiff erhielt eine neue Radarausstattung über der Brücke, die auch die bisherige Feuerleitanlage ersetzte.

## In griechischen Diensten
1943 begannen Überlegungen, der griechischen Marine Zerstörer für den Einsatz im Mittelmeer zur Verfügung zu stellen. Die Griechische Marine hatte 1941 über zehn Zerstörer verfügt, als das Deutsche Reich in den Italienisch-Griechischen Krieg eingriff (Balkanfeldzug).
Von diesen konnten sechs nach Ägypten entkommen, waren aber nur beschränkt einsetzbar. Die 1939 von Yarrow gelieferte Vasilissa Olga von 1414 ts war der modernste dieser Zerstörer und entsprach der britischen G-Klasse, musste allerdings für den Dienst mit den Alliierten umbewaffnet werden, da er ursprünglich deutsche Rohrwaffen erhalten hatte. Der erfolgreich eingesetzte Zerstörer ging allerdings am 26. September 1943 vor Leros verloren. Zwei Schiffe gehörten zur ursprünglich vier Einheiten umfassenden Kondouriotis-Klasse von 1329 ts, die 1932/33 aus Italien geliefert worden waren. Kountouriotis und Spetsai waren zwar 1941/42 modernisiert worden. Ihre Einsatzfähigkeit litt aber durch den Mangel an (italienischen) Ersatzteilen und führte im Herbst 1943 dazu, dass die beiden Zerstörer in Port Said aufgelegt wurden. Die drei kleinen Zerstörer Aetos, Ierax und Panthir von 1013 ts waren 1912 ursprünglich für Argentinien bei Cammel Laird zusammen mit der 1941 verloren gegangenen Leon entstanden und vor der Ablieferung nach Griechenland verkauft worden. Die ab 1925 bei White umgebauten Zerstörer waren 1942 in Kalkutta als Geleitfahrzeugen für den Einsatz im Indischen Ozean umgebaut worden.
Ab 1942 stellte die Royal Navy der griechischen Marine bereits Geleitzerstörer der Hunt-Klasse zur Verfügung. Im Sommer 1942 hatte die griechische Marine vier fertiggestellte Neubauten direkt übernommen.
Anders als andere Marinen „im Exil“, wie die polnische (z. B. Orkan), niederländische (z. B. Tjerk Hiddes) oder norwegische (z. B. Stord), erhielten die Griechen allerdings nur gebrauchte Flotten-Zerstörer.

### DieSalamis
Noch während eines längeren Werftaufenthalts wurde HMS Boreas am 11. Februar 1944 an die griechische Marine verliehen und dann nach Abschluss der Instandsetzung am 23. März 1944 von der griechischen Marine als Salamis wieder in Dienst gestellt. Nach der griechischen Insel Salamis und dem dortigen Sieg der Griechen über die persische Flotte war zuvor ein 1914 bei der AG Vulcan in Hamburg im befindliches Schlachtschiff benannt, das nie fertiggestellt wurde.
Die Salamis ex Boreas wurde schließlich der 12. (griechischen) Zerstörerflottille zugeordnet und bis zum Kriegsende hauptsächlich im Mittelmeer eingesetzt. Ab dem 5. April 1944 verfügte die griechische Marine mit der Navarinon ex Echo noch über einen zweiten ehemals britischen Zerstörer.
Nach Kriegsende diente der Zerstörer Salamis als Ausbildungsschiff in der griechischen Marine, bis er im September 1951 an die Royal Navy zurückgegeben wurde. Zwei Monate später wurde HMS Boreas zum Abbruch verkauft, der ab April 1952 in Charlestown bei Rosyth erfolgte.